# Island City
Island City – miasto w Stanach Zjednoczonych, w stanie Oregon, w hrabstwie Union.